# Janyar

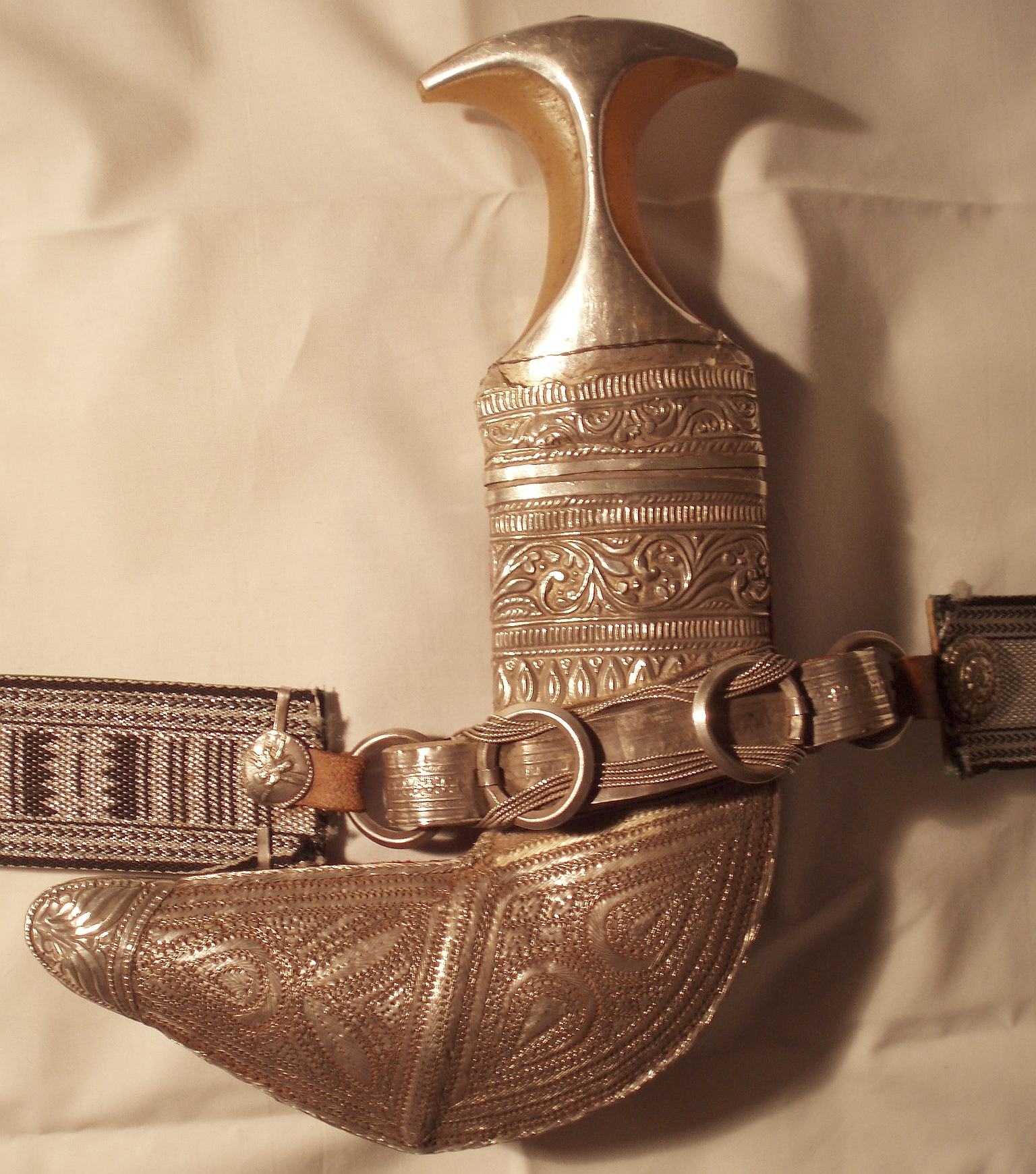
Janyar, circa 1924.

El janyar (en árabe, خنجر; se encuentra también con la transcripción inglesa khanjar) es la daga tradicional de Omán. Es muy similar a la jambia yemení.
Es curvada y afilada en ambos bordes. Posee una vaina decorada en plata, y es llevada en una correa similarmente decorada en filigrana de plata.
Un janyar aparece en la bandera de Omán, como parte del escudo de Omán.
El janyar tiene muchos usos como arma simbólica y es usada por los hombres después de la pubertad. Actualmente se emplea con propósitos estilísticos como parte de vestimenta formal. Antes de 1970 sacar un janyar de su vaina era considerado un tabú social, y los hombres sólo lo hacían en caso de buscar venganza o para cometer un asesinato.